# Latosaari (ö i Birkaland, Övre Birkaland, lat 62,21, long 23,68)
Latosaari är en ö i Finland. Den ligger i sjön Vaskivesi och Visuvesi och i kommunen Virdois i den ekonomiska regionen  Övre Birkalands ekonomiska region  och landskapet Birkaland, i den sydvästra delen av landet, 240 km norr om huvudstaden Helsingfors. Öns area är 1,3 hektar och dess största längd är 210 meter i nord-sydlig riktning.